# Sorghastrum balansae
Sorghastrum balansae là một loài thực vật có hoa trong họ Hòa thảo. Loài này được (Hack.) Dávila miêu tả khoa học đầu tiên năm 1989.